# Fader, i dina händer
Fader, i dina händer är en psalm med text skriven 1982 av Britt G. Hallqvist och musik skriven 1982 av Egil Hovland.

## Publicerad i
- Psalmer och Sånger 1987 som nr 346 under rubriken "Fader, Son och Ande - Treenigheten".[1]